# Especiales Caracol
Especiales Caracol es un programa de televisión colombiano, realizado por Caracol Televisión. Es un espacio dedicado a descubrir hechos reales y hacerlos públicos, a través de  documentales de las diversas agencias nacionales e internacionales.